# Religião em Essuatíni
A Religião em Essuatíni, um país de regime monárquico da África Meridional - também chamada de África Austral - é de predominância cristã. Aproximadamente 40 % dos habitantes são adeptos da Igreja Sionista e 35 % são protestantes. Outros 20 % são católicos romanos e o restante da população está dividida em muçulmanos, hinduístas, judeus e bahá'ís. Entre os grupos religiosos cristãos presentes no país, os de maior destaque são os Adventistas do Sétimo Dia e os Santos dos Últimos Dias (conhecidos como mórmons, membros de A Igreja de Jesus Cristo dos Santos dos Últimos Dias), além de outros grupos religiosos. A Igreja Sionista, maior denominação do país, mistura o cristianismo e o culto aos ancestrais indígenas, predominantes nas zonas rurais. A grande presença católica romana, incluindo igrejas, escolas e outras infra-estruturas, continua em crescimento. O país possui uma única diocese - a Diocese de Manzini.
Os seguidores do judaísmo, do islamismo e da Fé Bahá'í são geralmente localizados em áreas urbanas. O Islã em Essuatíni, provavelmente, remonta ao período colonial, quando muitos muçulmanos estabeleceram-se no país a partir de outros países sob o domínio do Império Britânico. A maioria dos imigrantes da Ásia praticam o islã. Há poucos ateus. Os missionários cristãos continuam a desempenhar um forte papel no desenvolvimento rural.
A nova Constituição, que entrou em vigor em 8 de fevereiro de 2006, prevê a liberdade religiosa. Em geral, o governo respeita a liberdade de religião na prática.